# Ajustaj
În tehnică ajustajul definește relația între dimensiunile a două piese care se asamblează prin întrepătrundere. Cazul comun se întâlnește la asamblarea dintre alezaj și arbore, care poate fi una cu joc, cu strângere, sau intermediară. Dimensiunea nominală este valoarea luată ca bază pentru a caracteriza o anumită dimensiune și care servește ca  origine pentru aplicarea  abaterilor superioară și inferioară. În raport cu dimensiunea nominală se definesc dimensiunile limită (minimă și maximă), care sunt cele două dimensiuni extreme admisibile ale unui element, între care trebuie să se găsească dimensiunea efectivă, inclusiv dimensiunile limită. Abaterea este diferența algebrică între dimensiunea efectivă a piesei (obținută în urma prelucrării acesteia și determinată prin măsurare) și dimensiunea nominală corespunzătoare. 

## Tipuri de ajustaje
Se deosebesc următoarele tipuri de ajustaje:
- ajustajul cu  joc: ajustajul la care dimensiunea oricărui alezaj este mai mare decât dimensiunea oricărui arbore cu care se asamblează; câmpul de toleranță al alezajului se află în întregime deasupra câmpului de toleranță al arborelui;
- ajustajul cu strângere: ajustajul la care, înainte de asamblare, dimensiunea oricărui alezaj este mai mică decât dimensiunea oricărui arbore; câmpul de toleranță al alezajului se află în întregime sub câmpurile de toleranță ale arborilor;
- ajustajul intermediar (de trecere) : ajustajul la care pot rezulta atât asamblări cu joc cât și asamblări cu strângere; câmpul de toleranță al alezajului se suprapune parțial sau complet peste câmpurile de toleranță ale arborilor.[3]

Ajustajele cu strângere se pot realiza prin presare la rece, atunci când strângerea are valori mici, sau prin montare la cald, pentru strângeri mari. Montarea la cald se face încălzind alezajul (diametrul lui se mărește prin dilatarea materialului) și menținând arborele la temperatura mediului ambiant sau răcind arborele (diametrul lui se micșorează prin contracția materialului) și menținând alezajul la temperatura mediului ambiant. Prin strângere, pe suprafața de contact se creează o stare de tensiuni, proporțională cu mărimea strângerii.
În aceste definiții, termenul arbore este utilizat, convențional, pentru desemnarea cotelor exterioare (cuprinse, la asamblare) ale pieselor. Termenul alezaj este utilizat pentru desemnarea cotelor interioare (cuprinzătoare, la asamblare) ale pieselor.  În acest context termenii arbore și alezaj sunt utilizați nu numai pentru piese cilindrice (cu secțiune rotundă) ci și pentru  elemente ale pieselor de alte forme (de exemplu, limitate de două suprafețe plane paralele, așa cum este ajustajul dintre o pană și un canal de pană). Câmpul de toleranță este câmpul limitat de abaterile limită (maximă și minimă) față de dimensiunea nominală. În cazul asamblării unui alezaj cu un arbore, dimensiunea nominală este aceeași, atât pentru alezaj cât și pentru arbore.

## Sistem alezaj unitar și sistem arbore unitar
Diferitele tipuri de ajustaje se realizează în două moduri:
Sistemul alezaj unitar  în care diferitele jocuri sau strângeri cerute sunt obținute prin asocierea  arborilor din diferite clase de toleranță cu alezaje unitare dintr-o clasă de toleranțe unică; acesta este un sistem de ajustaje în care dimensiunea minimă a alezajului este egală cu dimensiunea nominală, (Dmin = N), adică  abaterea inferioară este egală cu zero.  Câmpurile de toleranțe , pentru toate alezajele sunt tangente la linia zero și deasupra acesteia. Este considerat sistem de ajustaje preferențial. În reprezentare grafică, linia zero determină poziția dimensiunii nominale, față de care se măsoară abaterile dimensiunilor. 
Sistemul arbore unitar este un sistem de ajustaje în care diferitele jocuri sau strângeri cerute sunt obținute prin asocierea alezajelor  din diferite clase de toleranțe cu arbori unitari dintr-o clasă de toleranțe unică. Este un sistem de ajustaje în care diametrul maxim al arborelui este egal cu dimensiunea nominală, (dmax = N), adică abaterea superioară  a arborelui este egală cu zero. Câmpurile de toleranțe pentru toți arborii sunt tangente la linia zero și poziționate sub această linie. Acest sistem  se aplică numai în cazurile în care folosirea sistemului alezaj unitar este nerațională funcțional sau tehnologic (de exemplu, la utilizarea fără prelucrare a unor piese din bare trase.). Dimensiunea nominală indicată pe desenele pieselor este comună ambelor suprafețe ale acestora.
În terminologia folosită în cele două definiții de mai înainte: o clasă de toleranțe este un termen folosit pentru o combinație dintre abaterea fundamentală și o treaptă de toleranțe.
Linia zero este linia corespunzătoare dimensiunii nominale în raport cu care se prescriu abaterile dimensiunilor la reprezentarea grafică a toleranțelor și ajustajelor.
Toleranța ajustajului cu joc TJ, respectiv cu strângere TS este diferența dintre jocurile, respectiv strângerile, maxime și minime:
```
                             
T
J
 = 
J
max
 - 
J
min
                                
                             
T
S
 = 
S
max
 - 
S
min
      (1)
```

În relațiile (1) s-au folosit notațiile:
```
J
max
 , 
J
min
 -jocul maxim, respectiv jocul minim;

S
max
 , 
S
min
 -strângerea maximă, respectiv minimă.
```

Toleranța ajustajului este suma toleranțelor celor două elemente ale ajustajului.

## Alegerea sistemului de ajustaje
(După:  Ion Lăzărescu, Cosmina-Elena Ștețiu, Toleranțe, ajustaje...op.cit., ref. 2 )
Există anumite avantaje ale unuia sau altuia dintre sistemele de ajustaje.
- Din punct de vedere al investițiilor este necesar:

- pentru sistemul alezaj unitar:
un alezor pentru realizarea alezajului unic (toleranța alezajului unic JE3, JE4 etc;)
un calibru-dorn pentru controlul diametrului alezajului;
câte un calibru-furcă pentru controlul diferiților arbori corespunzători fiecărui ajustaj unic;
-pentru sistemul arbore unitar:
un calibru-furcă , pentru controlul diametrului arborelui unic;
câte un alezor pentru finisarea la cota finală a fiecărui alezaj;
câte un calibru-dorn pentru controlul diametrului fiecărui alezaj.
Așadar, în sistemul alezaj unitar sunt necesare atâtea calibre-furcă, câte ajustaje sunt, iar în sistemul arbore unitar sunt necesare atâtea alezoare diferite (cu toleranțe de execuție diferite), câte ajustaje trebuie obținute. În general, alezoarele cu toleranțe de execuție diferite pentru același diametru nominal sunt mai scumpe; ca urmare, se preferă adoptarea sistemului alezaj unitar, așa cum s-a menționat mai sus. Sistemul de ajustaje cu alezaj unitar conduce la o economie însemnată de scule așchietoare pentru prelucrarea alezajelor, precum și la o reducere a sortimentului de scule cu toleranțe de execuție diferite, pentru prelucrarea găurilor, ca de exemplu, burghie, lărgitoare, alezoare, broșe etc.
- Din punct de vedere al tehnologiei de fabricație, executarea de arbori unitari netezi (adică fără trepte) este simplă și rapidă, astfel că în astfel de cazuri (de exemplu, pentru bare calibrate și trase -oțel rotund calibrat, după denumirea dată de STAS, fără prelucrări ulterioare prin așchiere), precum și în construcția de mașini agricole sau textile, transmisii etc. este de preferat sistemul de ajustaje arbore unitar. Sistemul arbore unitar se utilizează ,mai frecvent, în mecanica fină și, în general, atunci când se folosesc arbori lungi, care, din cauza lipsei de rigiditate, nu pot fi executați prea precis.
- Din punct de vedere constructiv, , atunci când pe același arbore se prevăd mai multe tipuri de ajustaje, de exemplu, la subansamblul piston-bolț-bielă, unde se formează trei ajustaje: două ajustaje cu strângere la capetele bolțului, în umerii pistonului și un ajustaj cu joc, la  mijloc,  între bolț și bielă, trebuie să se aleagă sistemul arbore unitar, deoarece piesa de la mijloc, cuprinzătoare, trece ușor peste capetele arborelui cuprins. Acesta este cazul bolțului de  piston, liber în piciorul bielei și fix în piston. Este posibilă alegerea sistemului alezaj unitar, dacă arborele se execută în trepte, cu un diametru mai mare la mijloc și ajustaje fixe  (cu strângere) la capete, deoarece în caz contrar nu se poate monta piesa de la mijloc cu ajustaj mobil. Dacă la mijlocul arborelui este un ajustaj cu strângere, iar la capete  ajustaje mobile (cu joc), se va alege sistemul alezaj unitar.  Acesta este cazul bolțului fix în piciorul bielei și liber în umerii pistonului.
- Se prevăd caneluri circulare între diferitele porțiuni ale arborelui cu ajustaj fix la mijloc și ajustaj mobil la capete, pentru a se putea rectifica pe mașini de rectificat rotund, la diametre cu câmpuri de toleranță diferite.
- Situații când se folosesc simultan ambele sisteme de ajustaje se întâlnesc la rulmenți: la montarea rulmenților, întotdeauna inelul interior se montează pe arbore și formează ajustaj în sistemul alezaj unitar, iar inelul exterior al rulmentului se montează în carcasă și formează ajustaj în sistemul arbore unitar. Câmpurile de toleranțe recomandate pentru rulmenții montați pe arbori, în carcase din oțel sau fontă sunt indicate în lucrarea elaborată de Ioan Drăghici ș.a.[7]

Din expunerea de mai sus se observă că există cazuri când este necesar să se adopte sistemul arbore unitar; în toate celelalte situații se va alege sistemul alezaj unitar, acesta fiind cel mai economic.
Se utilizează ambele sisteme de ajustaje în mecanica fină, construcția de mașini electrice, rulmenți, mașini de ridicat.

## Sistemul ISO de toleranțe și ajustaje
Sistemul ISO de toleranțe și ajustaje a fost introdus în România la 1 octombrie 1968 prin standardele 8100 (STAS 8100--68...STAS 8110--68), pe baza recomandării  R 286--1962 a ISO. În prezent, acest sistem ISO de toleranțe și ajustaje este în vigoare prin standardele naționale SR EN 20286-1:1997 și SR EN 20286-2:1997. 
În sistemul ISO de toleranțe și ajustaje se definește toleranța fundamentală (IT) ca fiind orice toleranță care aparține acestui sistem.(Simbolul IT corespunde abrevierii termenului „International Tolerance” [Toleranță Internațională sau Toleranță ISO]). De exemplu, IT7 simbolizează toleranța fundamentală din treapta de toleranțe fundamentale 7. Așadar, valorile 01, 0, 1, 2, 3,...,18  însoțesc simbolul IT pentru cele 20 trepte de toleranțe, în ordinea descrescătoare a gradului de precizie. Toleranțele fundamentale se vor nota deci: IT01, IT0, IT1...IT18 (pentru dimensiuni de la 1 mm până la 500 mm). Pentru dimensiuni 500...3150  sunt standardizate 18 trepte de toleranțe fundamentale, simbolizate IT1...IT18.
Treptele de toleranțe IT01...IT4 se folosesc, în special, pentru piese din mecanica fină, pentru calibre, mecanisme de precizie. Treptele de toleranțe de la IT5 până la IT11 se folosesc pentru piesele care formează ajustaje în construcția de mașini. Pentru semifabricate forjate, turnate sau laminate, precum și în cazul dimensiunilor libere (fără indicații de toleranțe pe desen) se folosesc treptele de toleranțe IT12...IT18.
În cadrul sistemului ISO de toleranțe și ajustaje, treapta de toleranțe fundamentale reprezintă un grup de toleranțe, (de ex. IT7), considerate ca fiind corespunzătoare aceluiași grad de precizie pentru toate dimensiunile nominale. Este de observat că în literatura tehnică română mai veche, treapta de toleranțe fundamentale era  denumită treaptă de precizie (precizie)
Mărimea toleranței depinde atât de mărimile dimensiunilor, cât și de procedeul tehnologic și se poate exprima cu ajutorul relației:
IT = K.i      [μm]         (2)
unde: i  se numește factor de toleranță și exprimă dependența toleranței de dimensiune; se exprimă în micrometri;
K - coeficient adimensional care dă mărimea toleranțelor pentru fiecare  treaptă de toleranțe , fiind independent de dimensiunile nominale și care se numește număr de unități de toleranță, ce exprimă dependența toleranței de procedeul de prelucrare.
Considerând diferite valori pentru K se obțin diferite trepte de toleranțe  fundamentale. Pentru aceeași treaptă de toleranțe fundamentale se ia K = const, pentru diametre diferite. Standardul SR EN 20286 -2 : 1997 cuprinde tabele ale treptelor de toleranțe fundamentale și abaterile limită pentru alezaje și arbori, cu dimensiuni până la 3150 mm.
Factorul de toleranță i (denumit în literatura mai veche unitate de toleranță) , pentru dimensiuni cuprinse între 1 și 500 mm  și  toleranțe fundamentale IT5...IT18 se calculează cu relația:
{\displaystyle i=0.45{\sqrt[{3}]{D}}+0.001D}  [μm]       (3)
unde D este valoarea medie geometrică (în milimetri) a dimensiunilor nominale extreme ale intervalelor dimensionale respective, în care se găsește dimensiunea considerată.
Relația (3) reprezintă o parabolă cubică.
Pentru cel mai răspândit domeniu de dimensiuni în construcția de mașini, de la 1 până la 500 mm, pentru care este valabilă relația (3), standardizarea valorilor numerice ale toleranțelor s-a efectuat prin stabilirea a 13 intervale de dimensiuni, iar pentru fiecare interval de dimensiuni s-au determinat un număr de 20  trepte de toleranțe, numite toleranțe fundamentale. 
Domeniul de dimensiuni nominale 500...3150 a fost împărțit în 8 intervale de dimensiuni, stabilindu-se pentru fiecare interval 18 trepte de toleranțe fundamentale.
Pentru categoria dimensiunilor nominale de la 500 mm până la 3150 mm (inclusiv), factorul de toleranță  i , în micrometri, se calculează cu relația:
```
i = 0,004 D
 + 2,1                [μm]       (4)
```

unde D este media geometrică  (în milimetri) a dimensiunilor nominale extreme ale intervalelor de dimensiuni respective.